# Phoebe (satelit)
Phoebe (/'fi.bi/) este un satelit neregulat al lui Saturn cu un diametru mediu de 213 kilometri (132 mi). A fost descoperit de William Henry Pickering pe 18 martie 1899  de pe plăci fotografice care au fost făcute începând cu 16 august 1898 la stația Boyden a Observatorului Carmen Alto de lângă Arequipa, Peru, de către DeLisle Stewart. A fost primul satelit care a fost descoperit fotografic.
Phoebe a fost prima țintă întâlnită la sosirea sondei spațiale Cassini în sistemul Saturn în 2004 și, prin urmare, este neobișnuit de bine studiat pentru un satelit neregulat de dimensiunea sa. Traiectoria lui Cassini către Saturn și ora sosirii au fost alese în mod special pentru a permite acest zbor.  După întâlnire și inserarea sa pe orbită, Cassini nu a depășit cu mult orbita lui Iapetus.
Phoebe este aproximativ sferică și are un interior diferențiat. A fost sferică și fierbinte la începutul istoriei sale și a fost lovită până a ieșit din rotunjime de impacturi repetate. Se crede că este un centaur capturat care își are originea în centura Kuiper.  Phoebe este al doilea cel mai mare satelit retrograd din Sistemul Solar după Triton. 

## Istorie

### Descoperire
Phoebe a fost descoperită de William Henry Pickering pe 17 martie 1899  de pe plăci fotografice care au fost făcute începând cu 16 august 1898 la Observatorul Boyden de lângă Arequipa, Peru, de către DeLisle Stewart.       A fost primul satelit care a fost descoperit fotografic.

### Numire
Phoebe a fost numită după Phoebe, o Titană din mitologia greacă care a fost asociată cu Luna.  Este, de asemenea, desemnat Saturn IX în unele literaturi științifice. Standardele nomenclaturii IAU au precizat că formele de relief de pe Phoebe trebuie să fie numite după personaje din mitul grecesc al lui Iason și Argonauții. În 2005, IAU a numit oficial 24 de cratere  (Acastus, Admetus, Amphion, Butes, Calais, Canthus, Clytius, Erginus, Euphemus, Eurydamas, Eurytion, Eurytus, Hylas, Idmon, Iphitus, Jason, Mopsus, Nauplius, Oileus)., Peleus, Phlias, Talaus, Telamon și Zetes).

Toby Owen de la Universitatea din Hawaii din Manoa, președintele Outer Solar System Task Group al Uniunii Astronomice Internaționale a spus:
„Am ales legenda argonauților pentru Phoebe, deoarece are o oarecare rezonanță cu explorarea sistemului Saturn de către Cassini-Huygens. Nu putem spune că oamenii noștri de știință participanți includ eroi precum Hercule și Atalanta, dar ei reprezintă un spectru larg, internațional de oameni excepționali, care au fost dispuși să-și asume riscul de a se alătura acestei călătorii către un tărâm îndepărtat în speranța de a aduce înapoi un mare. premiu.”

## Orbită

Animație a orbitei lui Phoebe.
Saturn·
Phoebe·
Titan

Orbita lui Phoebe este retrogradă; adică îl orbitează pe Saturn opus rotației lui Saturn. Timp de mai bine de 100 de ani, Phoebe a fost cel mai exterior satelit cunoscut al lui Saturn, până la descoperirea mai multor sateliți mai mici în 2000. Phoebe este de aproape 4 ori mai îndepărtată de Saturn decât cel mai apropiat vecin principal al său (Iapetus) și este substanțial mai mare decât oricare dintre ceilalți sateliți care orbitează planete la distanțe comparabile.
Toți sateliții regulați ai lui Saturn, cu excepția lui Iapetus, orbitează foarte aproape în planul ecuatorului lui Saturn. Sateliții exteriori neregulați urmăresc orbite moderat până la foarte excentrice și nu se așteaptă ca niciunul să se rotească sincron așa cum o fac toți sateliții interiori ai lui Saturn (cu excepția lui Hyperion). Vezi familiile de sateliți ai lui Saturn.

### Inelul Phoebe

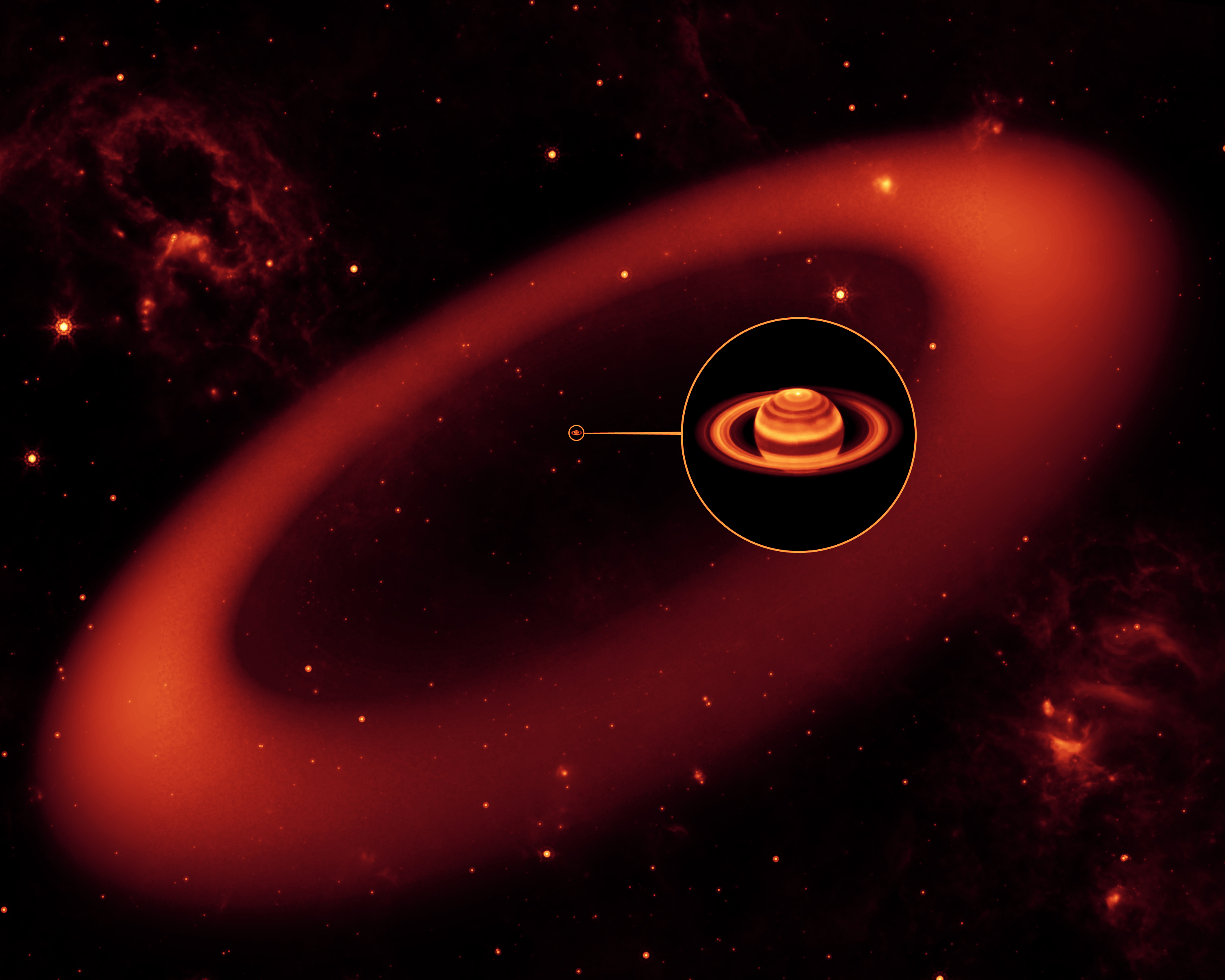
Impresie artistică a inelului Phoebe, care depășește inelele principale

Inelul Phoebe este unul dintre inelele lui Saturn. Acest inel este înclinat cu 27 de grade față de planul ecuatorial al lui Saturn (și celelalte inele). Se întinde de la cel puțin 128 până la 207  de ori raza lui Saturn; Phoebe orbitează planeta la o distanță medie de 215 raze ale lui Saturn. Inelul este de aproximativ 40 de ori mai gros decât diametrul planetei.  Deoarece se presupune că particulele inelului au provenit din impacturi cumicrometeoriți asupra lui Phoebe, ele ar trebui să împărtășească orbita retrogradă,  care este opusă mișcării orbitale a următorului satelit interior, Iapetus. Materialul din inel care migrează spre interior ar lovi astfel emisfera anterioară a lui Iapetus, contribuind la colorarea sa în două tonuri.     Deși foarte mare, inelul este practic invizibil - a fost descoperit folosind telescopul spațial în infraroșu Spitzer al NASA.
Materialul deplasat de pe suprafața lui Phoebe de impacturile microscopice de meteori poate fi responsabil pentru zonele întunecate de pe suprafața lui Hyperion.  Resturile de la cele mai mari impacturi pot fi originea celorlalți sateliți din grupul lui Phoebe (grupul Nordic) - toți aceștia fiind mai mici de 10 km în diametru.

## Caracteristici fizice

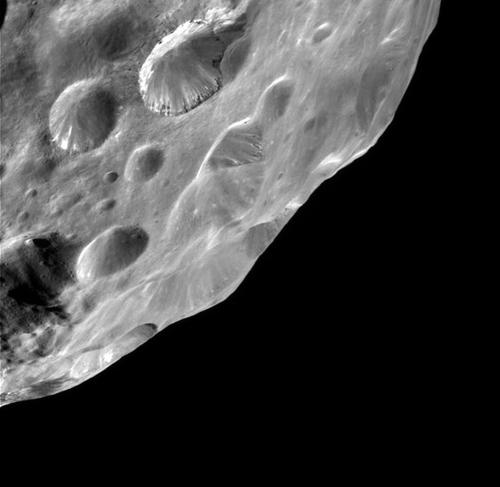
Prim-planul lui Cassini al lui Phoebe de pe 13 iunie 2004; craterul Euphemus se află în centru de sus

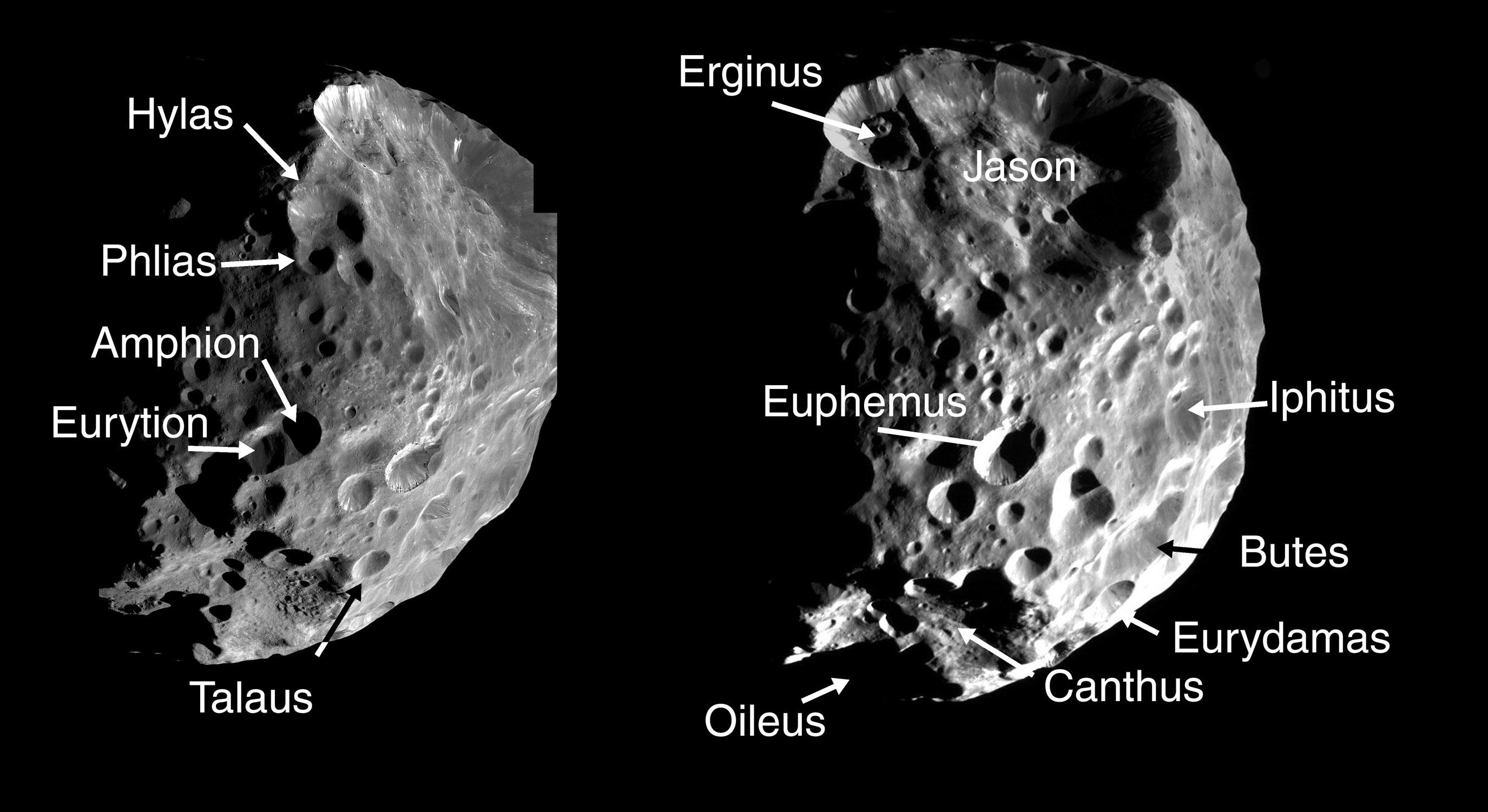
Cratere numite pe Phoebe

Phoebe este aproximativ sferică și are un diametru de 213±1.4 km, aproximativ o șaisprezecime din cel la Lunii. Este al nouălea satelit ca mărime a lui Saturn, dar ar putea fi al optulea cel mai masiv satelit. Hyperion, un alt satelit al lui Saturn, are o rază mai mare, dar este mai puțin masiv decât Phoebe. Phoebe se rotește la fiecare nouă ore și 16 minute și completează o orbită completă în jurul lui Saturn în aproximativ 18 luni. Temperatura de suprafață este în medie de 75 K (−198,2 °C).
Majoritatea sateliților interiori ai lui Saturn au suprafețe foarte luminoase, dar albedo-ul lui Phoebe este foarte scăzut (0,06), la fel de întunecat ca negrul de fum. Suprafața phoebean este puternic cicatrizată, cu cratere de până la 80 de kilometri diametru, dintre care unul are pereți de 16 kilometri înălțime.
Culoarea întunecată a lui Phoebe i-a determinat inițial pe oamenii de știință să presupună că este un asteroid capturat, deoarece semăna cu clasa comună de asteroizi carbonați întunecați. Aceștea sunt foarte primitivi din punct de vedere chimic și se crede că sunt compuși din solide originale care s-au condensat din nebuloasa solară cu puține modificări de atunci.
Cu toate acestea, imaginile de la Cassini indică faptul că craterele lui Phoebe prezintă o variație considerabilă a luminozității, ceea ce indică prezența unor cantități mari de gheață sub o pătură relativ subțire de depozite de suprafață întunecate de aproximativ 300 la 500 metri (980 la 1.640 ft) grosime. În plus, la suprafață au fost detectate cantități de dioxid de carbon, o descoperire care nu a fost niciodată replicată pentru un asteroid. Se estimează că Phoebe are aproximativ 50% rocă, spre deosebire de aproximativ 35% care caracterizează sateliții interiori ai lui Saturn. Din aceste motive, oamenii de știință ajung să creadă că Phoebe este de fapt un centaur capturat, unul dintre numeroasele planetoide înghețate din centura Kuiper care orbitează Soarele între Jupiter și Neptun.   Phoebe este primul astfel de obiect care este fotografiat ca orice altceva decât un punct.
În ciuda dimensiunilor sale mici, se crede că Phoebe a fost un corp sferic la începutul istoriei sale, cu un interior diferențiat, înainte de a se solidifica și de a fi lovit până a ajuns în forma sa actuală, ușor neechilibrată. 

### Forme de relief numite
În afară de un regio numită după fiica lui Phoebe, Leto, toate formele de relief numite sunt cratere numite după personaje din legenda greacă a lui Iason și Argonauții. 
| Nume       | Pronunție | Greacă | Coordonatele                    |
| ---------- | --------- | ------ | ------------------------------- |
| Leto Regio | /ˈliːtoʊ/ | Λητώ   | 60°00′N 20°00′W / 60.0°N 20.0°V |

| Nume      | Pronunție        | Greacă    | Coordonatele                      |
| --------- | ---------------- | --------- | --------------------------------- |
| Acastus   | /əˈkæstəs/       | Ἄκαστος   | 9°36′N 148°30′W / 9.6°N 148.5°V   |
| Admetus   | /ædˈmiːtəs/      | Ἄδμητος   | 11°24′N 39°06′W / 11.4°N 39.1°V   |
| Amphion   | /æmˈfaɪ.ɒn/      | Ἀμφῑ́ων    | 27°00′S 1°48′W / 27.0°S 1.8°V     |
| Butes     | /ˈbjuːtiːz/      | Βούτης    | 49°36′S 292°30′W / 49.6°S 292.5°V |
| Calais    | /ˈkæliəs/        | Κάλαϊς    | 38°42′S 225°24′W / 38.7°S 225.4°V |
| Canthus   | /ˈkænθəs/        | Κάνθος    | 69°36′S 342°12′W / 69.6°S 342.2°V |
| Clytius   | /ˈklɪtiəs, -ʃəs/ | Κλυτίος   | 46°00′N 193°06′W / 46.0°N 193.1°V |
| Erginus   |                  | Ἐργῖνος   | 31°36′N 337°06′W / 31.6°N 337.1°V |
| Euphemus  | /juːˈfiːməs/     | Εὔφημος   | 31°18′S 331°06′W / 31.3°S 331.1°V |
| Eurydamas | /jʊˈrɪdəməs/     | Εὐρυδάμᾱς | 61°30′S 281°36′W / 61.5°S 281.6°V |
| Eurytion  | /jʊˈrɪtiən/      | Εὐρυτίων  | 30°24′S 8°00′W / 30.4°S 8.0°V     |
| Eurytus   |                  | Εὔρυτος   | 39°42′S 177°12′W / 39.7°S 177.2°V |
| Hylas     | /ˈhaɪləs/        | Ὕλας      | 7°54′N 354°30′W / 7.9°N 354.5°V   |
| Idmon     | /ˈɪdmɒn/         | Ἴδμων     | 67°06′S 197°48′W / 67.1°S 197.8°V |
| Iphitus   |                  | Ἴφιτος    | 27°12′S 293°18′W / 27.2°S 293.3°V |
| Jason     | /ˈdʒeɪsən/       | Ἰάσων     | 16°12′N 317°42′W / 16.2°N 317.7°V |
| Mopsus    | /ˈmɒpsəs/        | Μόψος     | 6°36′N 109°06′W / 6.6°N 109.1°V   |
| Nauplius  | /ˈnɔːpliəs/      | Ναύπλιος  | 31°30′N 241°30′W / 31.5°N 241.5°V |
| Oileus    | /oʊˈaɪliːəs/     | Ὀϊλεύς    | 77°06′S 96°54′W / 77.1°S 96.9°V   |
| Peleus    | /ˈpiːliːəs/      | Πηλεύς    | 20°12′N 192°12′W / 20.2°N 192.2°V |
| Phlias    | /ˈflaɪəs/        | Φλίας     | 1°36′N 359°06′W / 1.6°N 359.1°V   |
| Talaus    | /ˈtæliəs/        | Ταλαός    | 52°18′S 325°12′W / 52.3°S 325.2°V |
| Telamon   | /ˈtɛləmən/       | Τελαμών   | 48°06′S 92°36′W / 48.1°S 92.6°V   |
| Zetes     | /ˈziːtiːz/       | Ζήτης     | 20°00′S 223°00′W / 20.0°S 223.0°V |

### Hărți

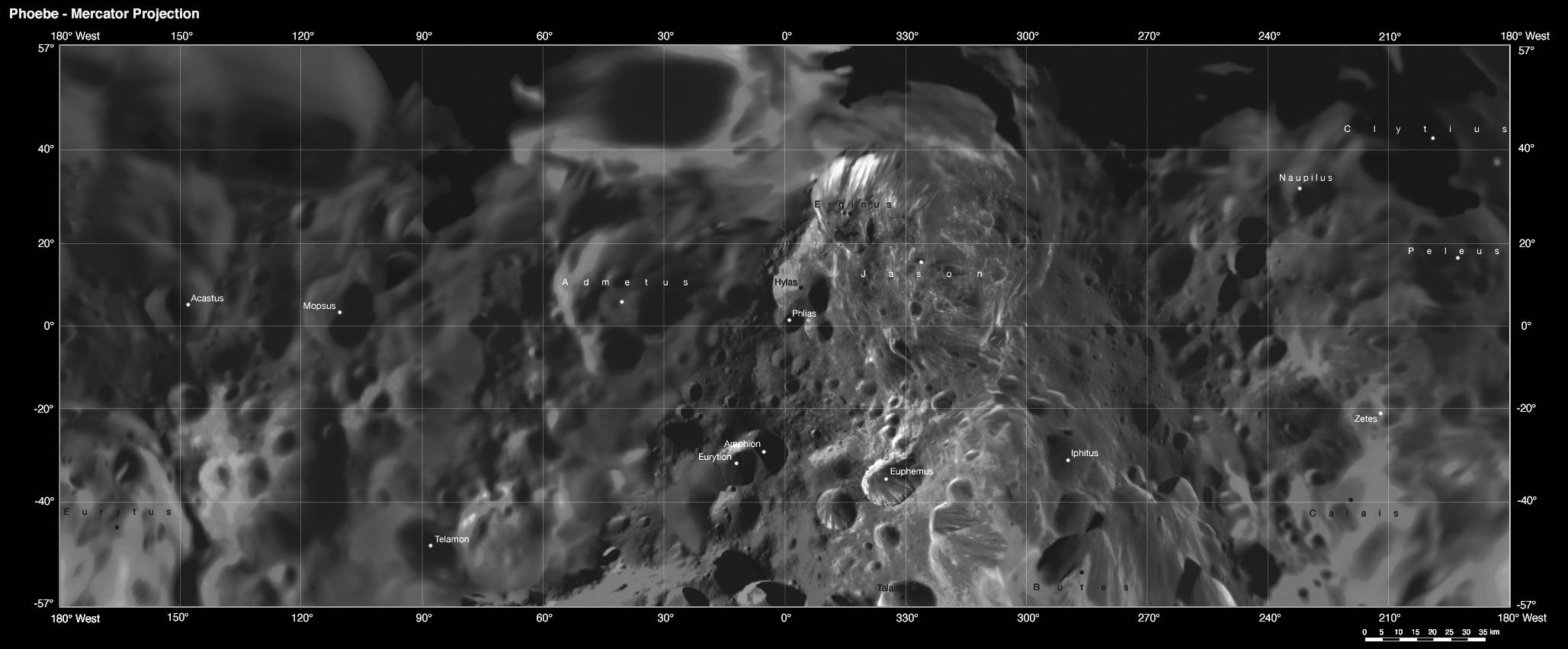
Harta latitudinilor mijlocii ale lui Phoebe. Latitudinile mai mari au fost tăiate de pe harta principală, dar pot fi văzute în proiecțiile polare.
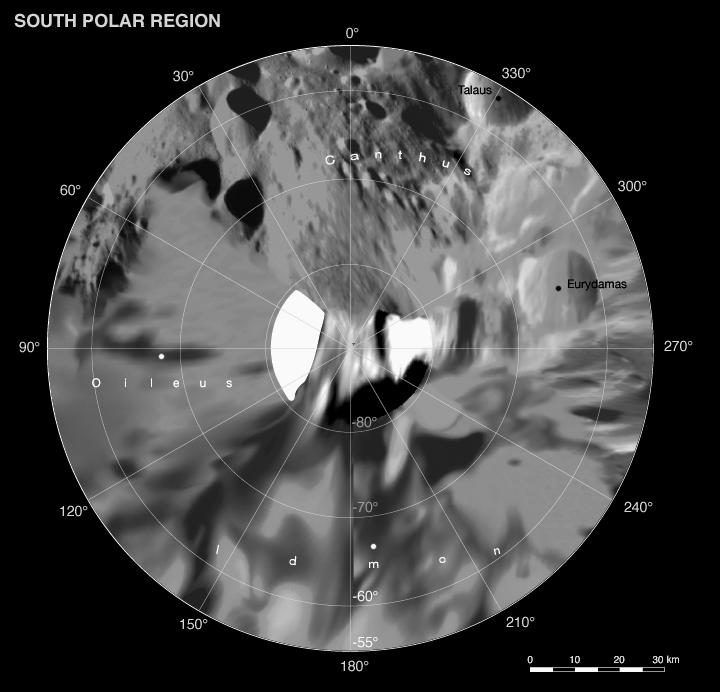
Harta regiunii polare de sud a lui Phoebe
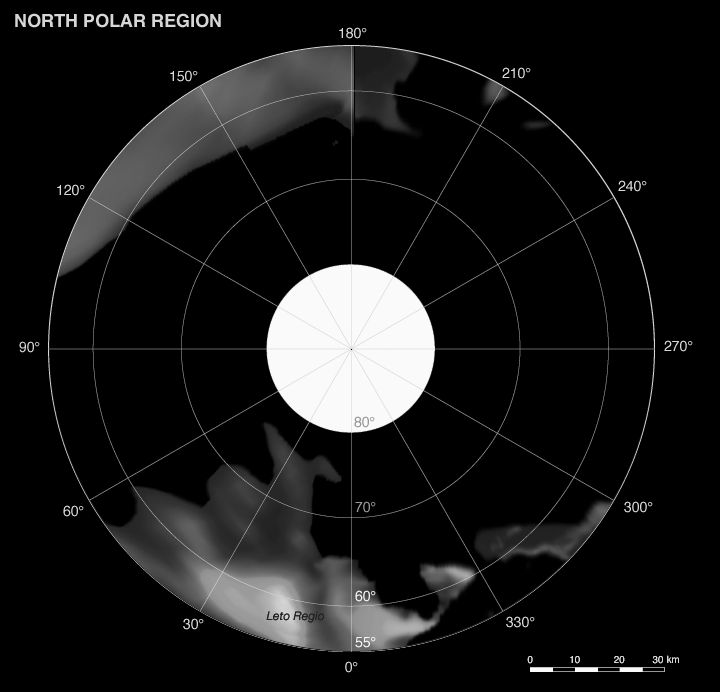
Harta regiunii polare nordice a lui Phoebe
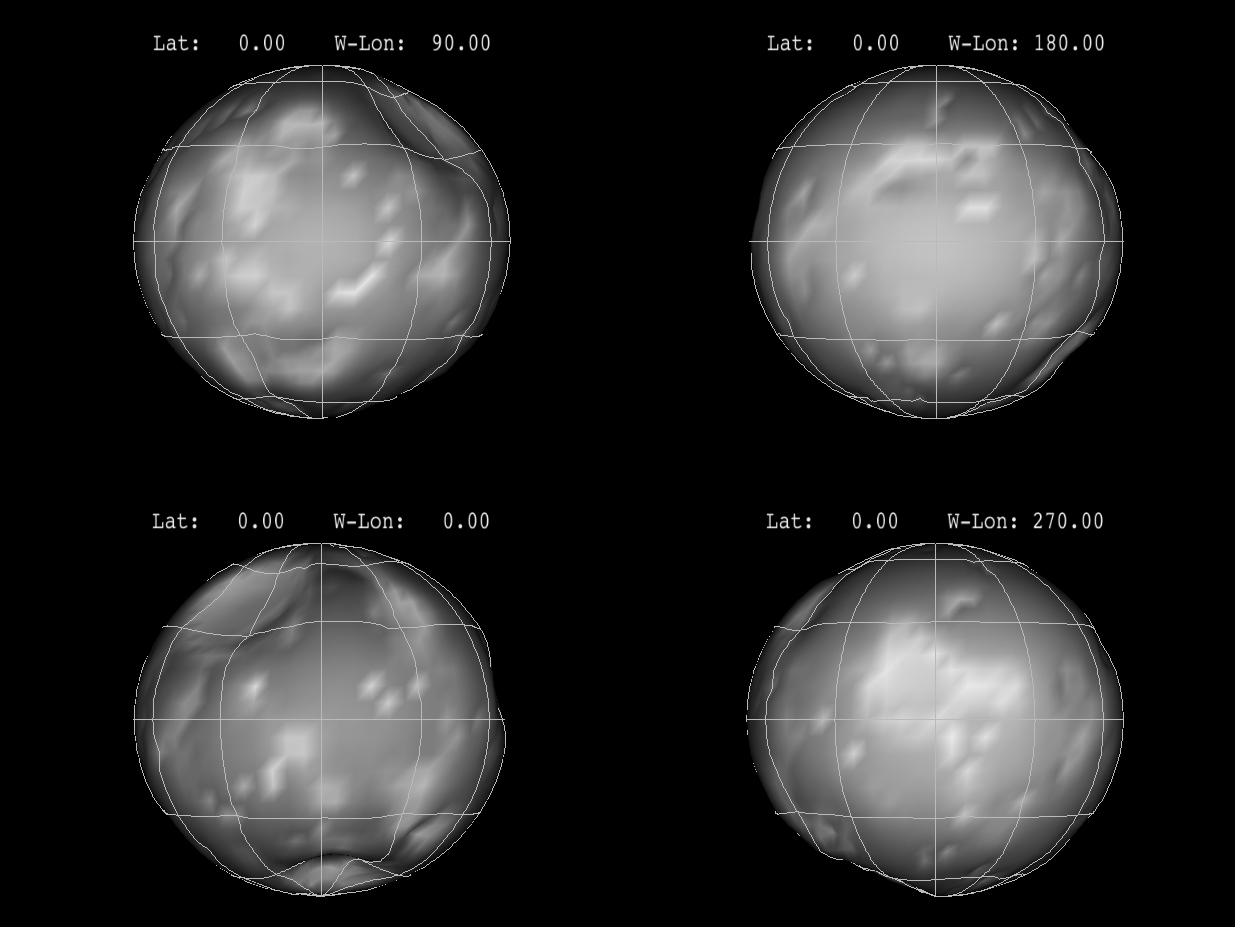
Hartă 3D care arată forma odată sferică a lui Phoebe

## Formare
Phoebe s-a format în centura Kuiper până la trei milioane de ani de la originea Sistemului Solar. Acest lucru a fost suficient de devreme pentru a fi disponibil suficient material radioactiv pentru a-l topi într-o sferă și a rămâne suficient de cald pentru a avea apă lichidă timp de zeci de milioane de ani. 

## Observare și explorare

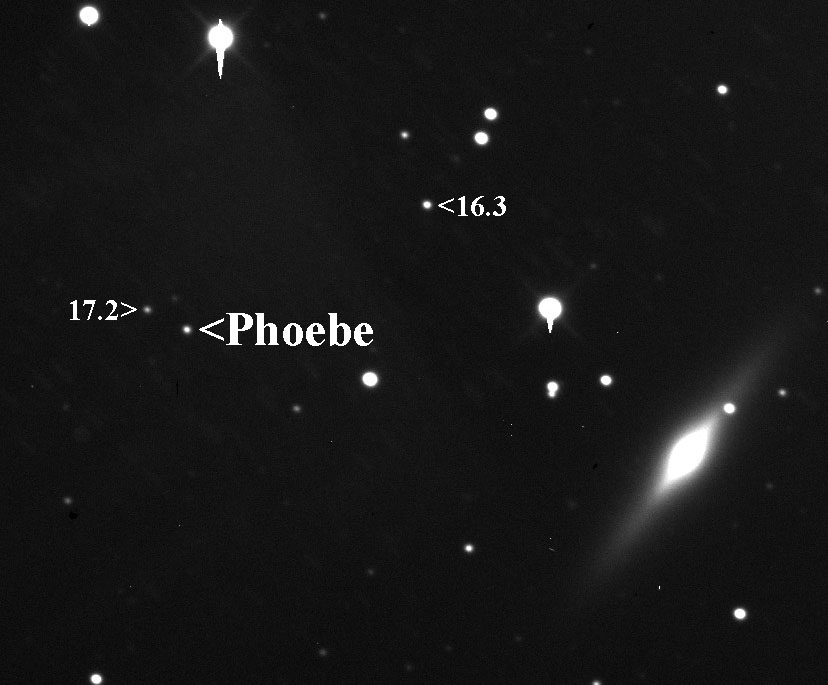
Phoebe (cu NGC 4179 în colțul din dreapta jos) așa cum este fotografiată cu un telescop de 24 inchi

Spre deosebire de ceilalți sateliți ai lui Saturn, Phoebe nu a fost plasată favorabil pentru sondele Voyager. Voyager 2 a observat-o pe Phoebe pentru câteva ore în septembrie 1981. În imaginile, făcute de la o distanță de 2,2 milioane de kilometri la unghi de fază scăzut, dimensiunea lui Phoebe a fost de aproximativ 11 pixeli și a arătat pete luminoase pe suprafața altfel întunecată.
Cassini a trecut la 2.068 kilometri (1.285 mi) de Phoebe pe 11 iunie 2004, trimițând multe imagini de înaltă rezoluție, care au scos la iveală o suprafață marcată. Deoarece Voyager 2 nu a reușit să producă imagini de înaltă calitate cu Phoebe, obținerea acestora a fost o prioritate pentru misiunea Cassini  și calea sa de zbor a fost proiectată în mod deliberat pentru a o duce aproape; altfel, Cassini probabil nu ar fi trimis imagini mult mai bune decât cele ale lui Voyager. Datorită perioadei scurte de rotație a lui Phoebe, de aproximativ 9 ore și 17 minute, Cassini a reușit să cartografieze practic întreaga suprafață a Phoebe. Zborul apropiat a permis determinarea masei Phoebe cu o incertitudine de numai 1 din 500. 

## În cultura populară
În seria științifico-fantastică The Expanse, plasată în câteva sute de ani în viitor, exploratorii descoperă că Phoebe nu este un obiect din Centura Kuiper. Este produsul unei civilizații extraterestre care a lansat-o pe Phoebe pe o traiectorie către Pământ în urmă cu 2,3 miliarde de ani și a fost capturată accidental de gravitația lui Saturn. Probele de bază conduc la descoperirea „protomoleculei”, protagonistul care a pus în mișcare evenimentele poveștii. 